# Jednostka regionalna Tesprotia
Jednostka regionalna Tesprotia (gr. Περιφερειακή ενότητα Θεσπρωτίας) – jednostka administracyjna Grecji w regionie Epir. Powołana do życia 1 stycznia 2011 w wyniku przyjęcia nowego podziału administracyjnego kraju. W 2021 roku liczyła 40 tys. mieszkańców.
W skład jednostki wchodzą gminy:
- Filiates (3),
- Igumenitsa (1),
- Suli (2).